# Патан
Патан (на английски: Patan, санскритски पाटन, на непалски: यल), известен официално като Лалитпур (Lalitpur, लालितपुर), което значи град на красотата, е 180-хиляден град в Непал на южния бряг на река Багмати в долината на Катманду. Населението основно принадлежи към етническата група невари. Той днес фактически се е слял със столицата. Бил столица на княжество Патан, най-малкото от трите разположени в долината и заедно с другите две – по-голямото Катманду и другото – Бхактапур фактически е формирал държавата Непал.
Тук известно време е живял Буда и ученика му Ананда, а в 250 г. пр. Хр. индийският император Ашока е пребивавал тук и е построили в четирите му страни ступи с надписи. Към края на I хилядолетие сл. Хр. е имал около 100 000 жители и е бил един от най-големите градове в света. Особен разцвет преживява при династия Малла XVI—XVIII века. Тогава тук се създават школи архитекти, художници, и майстори на приложните изкуства на чиито произведения се възхищаваме днес.
Забележителна е старата архитектура тук, като урбанизъм, композиция и стил тя е много сходна с тази в Катманду. Най-значими са старият централен (дворцов) площад и архитектурния ансамъл около него включнащ двореца, няколко изящни пагоди на самия площад, забавляващи европейците с еротичните сцени гравирани по някои от тях, и малките стари будистки манастири в града.
Тук може да се наблюдава любопитния факт, че полицаите, дори по време на работа, не забравят да си поиграят с любимото за непалците пускане на хвърчила.
- Патан
- Оцветена дървена пластика на пагода в Патан